# Bleach: Thousand-Year Blood War
Bleach: Thousand-Year Blood War (BLEACH 千年血戦篇, Burīchi: Sennen Kessen-hen, conhecido no Brasil como Bleach: A Guerra Sangrenta dos Mil Anos) é uma série de anime japonesa baseada no mangá Bleach, escrito por Tite Kubo, além de uma sequência direta da série animada. Em março de 2020, a Weekly Shōnen Jump e o programa em streaming "Bleach 20th Anniversary Project & Tite Kubo New Project Presentation" anunciaram que o último arco da história no mangá, "Thousand-Year Blood War", receberia um projeto de anime.  Em novembro de 2021, foi anunciado que tal projeto seria uma série para a televisão. O trailer e conceitos visuais para a série foram revelados na Jump Party '22, em 18 de dezembro de 2021.
A série é dirigida por Tomohisa Taguchi [en] e estreou na TV Tokyo em 11 de outubro de 2022.  A série terá quatro trechos com intervalos entre eles. O primeiro, The Thousand-Year Blood War, consiste em 13 episódios e terminou em 27 de dezembro do mesmo ano. O segundo, The Separation, foi exibido em julho de 2023.
Após o termino do 13º e último episódio da segunda parte chamada de Ketsubetsu-tan, foi confirmado para 2024 a terceira parte do anime, com o subtítulo de Soukoku-tan (The Conflict).
A abertura ficou a cargo de Tatsuya Kitani [ja], no tema "Scar" (スカー, Sukā), enquanto Senna Rin cuidou do tema de encerramento, "Saihate" (最果て, Saihate, "Os Alcances Mais Longínquos"); Além disso, Kitani também ficou com o tema especial de encerramento para o primeiro episódio, "Rapport", que foi previamente utilizado como tema principal para a 20ª exibição de aniversário, Bleach EX.
Em 3 de outubro de 2022, a Viz Media anunciou que a série seria transmitida no Hulu nos Estados Unidos, e também no Disney+ internacionalmente fora da Ásia. A dublagem em inglês da série da Viz Media começou a ser transmitida no Hulu em 4 de novembro de 2022, e no Brasil a dublagem em português chegou em janeiro de 2023.
A Parte 4 The Calamity sai em 2026 Viz Media e TV Tokyo

## Lista de episódios
| Parte 1: The Blood Warfare |    |                                                                                     |                                                    |                  |                        |
| 367 | 1  | "The Blood Warfare" "A Guerra de Sangue" (BR)                                       | Hikaru Murata                                      | Tomohisa Taguchi | 11 de outubro de 2022  |
| Os Ceifeiros de almas [en] Ryūnosuke Yuki e Shino Madarame foram alocados como os novos guardiões da cidade de Karakura, após o desaparecimento massivo de Hollows [en] do mundo humano. Eles sofreram uma emboscada de Hollows, mas foram resgatados por Ichigo Kurosaki, Orihime Inoue, Yasutora Sado e Uryū Ishida. Dois dias depois, Ichigo encontrou Asguiaro Ebern, um membro do Wandenreich. Quando Ebern tenta usar um medalhão Quincy para selar a Bankai de Ichigo, este o destrói e em seguida força o Quincy a se retirar. Ao mesmo tempo, um grupo de indivíduos representando o Wandenreich, o Império Quincy, forma uma emboscada para o líder dos capitães da Sociedade das Almas, Genryūsai Shigekuni Yamamoto. Como consequência, o seu tenente Chōjirō Sasakibe [en] acaba mortalmente ferido como um exemplo do que está por vir. Enquanto isso, muitos cidadãos desapareceram do distrito de Rukon. Na base do Wandenreich, Silbern, Ebern entrega um relatório a Yhwach, o Rei Quincy. |    |                                                                                     |                                                    |                  |                        |
| 368 | 2  | "Foundation Stones" "Pedras Fundamentais" (BR)                                      | Mitsutoshi Sato                                    | Tomohisa Taguchi | 18 de outubro de 2022  |
| Nelliel Tu Odelschwanck [en] e Pesche vão ao mundo humano, e informam Ichigo que o Hueco Mundo sucumbiu diante do Wandenreich, depois que Tier Hallibel foi derrotada por Yhwach. Os Arrancars do Hueco Mundo também se juntaram aos Quincies, sendo assassinados ou escravizados. Kisuke Urahara, Ichigo, Orihime, Chad, Nel e Pesche chegam ao Hueco Mundo. Enquanto isso, o capitão de caça do primeiro Jagdarmee, Quilge Opie (Stern Ritter "J", "A Jaula"), testa os Arrancars para ver quem pode se juntar às suas posições. Loly e Menoly tentam matar Quilge, mas são vencidas facilmente. As chamadas Tres Bestias chegariam em seguida: Emilou Apacci, Franceska Mila Rose e Cyan Sung-Sun. Elas inclusive matam vários soldados Quincies, mas também são dominadas por Quilge. Ichigo decide libertar todos os Arrancars. |    |                                                                                     |                                                    |                  |                        |
| 369 | 3  | "March of the StarCross" "Marcha da Cruz Estelar" (BR)                              | Hodaka Kuramoto                                    | Tomohisa Taguchi | 25 de outubro de 2022  |
| Ichigo inicia a batalha contra Quilge. As Tres Bestias invocam Ayon e se juntam novamente à luta contra Quilge. Uryu descobre a verdade sobre o conflito de séculos atrás entre Deuses da Morte e Quincies. É revelado que o capitão da 12ª divisão, Mayuri Kurotsuchi, ordenou aos seus subordinados que exterminassem os civis do distrito de Rukon, para organizar o balanço das almas causado pelo extermínio de Hollows no mundo dos vivos por parte dos Quincies. Depois, é revelado também que Yamamoto teve a chance de deter Yhwach há mil anos, mas não conseguiu. Quilge absorve energia espiritual de toda a área (incluindo Ayon) e sublima as Tres Bestias, mas novamente fica em um embate contra Ichigo. O exército Quincy inicia sua invasão da Sociedade das Almas. |    |                                                                                     |                                                    |                  |                        |
| 370 | 4  | "Kill The Shadow" "Matar a Sombra" (BR)                                             | Hikaru Murata                                      | Tomohisa Taguchi | 1 de novembro de 2022  |
| Mais de mil Deuses da Morte morrem dentro de sete minutos da invasão Quincy. O capitão da terceira divisão, Rōjūrō "Rose" Ōtoribashi, encontrou o Stern Ritter "U" NaNaNa Najahkoop; o capitão da sexta divisão, Byakuya Kuchiki e o tenente Renji Abarai estão diante do Stern Ritter "F", Äs Nödt, e do Stern Ritter "S", Mask De Masculine; e o capitão da sétima divisão, Sajin Komamura, está diante da Stern Ritter "E", Bambietta Basterbine. Os demais capitães da Sociedade das Almas se deparam com outros Stern Ritters, até aqui não identificados. No momento de um impasse nas batalhas, a capitã da segunda divisão, Soi-Fon, e os capitães da sexta, sétima e o da décima divisão, Tōshirō Hitsugaya, manifestam suas Bankais mas elas são imediatamente roubadas pelos Stern Ritters adversários, usuários de um medalhão de absorção. Os capitães ficam chocados com as notícias de que o trunfo dos Stern Ritters é roubar as Bankais, enquanto isso é comunicado para o restante da Sociedade das Almas. O capitão da oitava divisão, Shunsui Kyōraku, fica cego do seu olho esquerdo por um ataque de Robert Accutrone. Enquanto isso, Quilge continua sua luta contra Ichigo e Urahara observa que o Stern Ritter está tendo dificuldades ao roubar a Bankai de Ichigo. Urahara encontra uma abertura, que permite Ichigo tentar voltar à Sociedade das Almas para se juntar à batalha. Em um esforço derradeiro, Quilge ataca Urahara, Orihime e Sado, e usa seus poderes de Stern Ritter ("A Jaula") para aprisionar Ichigo, enquanto ele está em Dangai e a caminho da Sociedade das Almas. |    |                                                                                     |                                                    |                  |                        |
| 371 | 5  | "Wrath as a Lightning" "Fúria como um Relâmpago" (BR)                               | Mitsutoshi Sato                                    | Masaki Hiramatsu | 8 de novembro de 2022  |
| Ichigo escuta as vozes de vários Deuses da Morte enquanto desesperadamente tenta escapar da Jaula de Quilge. Antes que este último possa matar Urahara e os demais, ele é assassinado por um atacante não visto. Byakuya e Renji adentram a batalha contra Äs Nödt. Byakuya é estressado pelo seu inimigo, que despertou seus medos com seus espinhos de energia espiritual. Byakuya tenta se manter lutando, porém Äs o massacra com sua própria Bankai. Rukia e Renji também sofrem emboscada por outros Stern Ritters. Zaraki, que matou três deles, confronta Yhwach e seu braço direito, Jugram Haschwalth. Enquanto o tenente da nona divisão Shūhei Hisagi [en] está prestes a ser derrotado pelo Stern Ritter "O", Driscoll Berci, o chefe dos capitães Yamamoto chega na luta. Driscoll revela que matou Sasakibe e roubou sua Bankai, Kōkō Gonryō Rikyū, com a qual ele ataca Shigekuni. O fato lembra o chefe dos capitães da primeira vez em que Sasakibe mostrou sua Bankai, há dois mil anos. Yamamoto derrota Driscoll e enquanto adentra o território, sua energia espiritual reverbera por todo o Seireitei, inspirando os Deuses da Morte novamente a lutar. Yamamoto chega a tempo de salvar Zaraki de Yhwach. |    |                                                                                     |                                                    |                  |                        |
| 372 | 6  | "The Fire" "O fogo" (BR)                                                            | Ema Saitō                                          | Masaki Hiramatsu | 15 de novembro de 2022 |
| Yamamoto entra em batalha contra Yhwach nos terraços do Seireitei. Depois que Yhwach é estimulado a tirar sua espada da bainha, Yamamoto ativa sua Bankai, Zanka no Tachi, que emite um brilho notável em todo o local e faz com que tudo seque. A capitã da quarta divisão e sua tenente, Retsu Unohana e Isane Kotetsu respectivamente, se preocupam quanto ao fato de que se a batalha se estender, Yamamoto poderia destruir a própria Sociedade das Almas. Yhwach é impotente contra as variadas habilidades da Zanka no Tachi, e Yamamoto vangloria-se de que sua Bankai é poderosa demais para ser roubada. Sem saber, Yamamoto derrota uma réplica e o verdadeiro Yhwach a identifica como o Stern Ritter "Y- Yourself" Royd Lloyd. Yhwach então destrói a primeira divisão e mata Royd por sua falha. Yhwach revela que estava ocupado se encontrando com Sōsuke Aizen, em sua prisão subterrânea. Sendo o ex-capitão considerado uma das cinco Forças Especiais de Guerra, Yhwach falhou em recrutar Aizen em função da fusão com o Hogyoku. Yamamoto tenta usar sua Bankai novamente, mas Yhwach facilmente a rouba e o mata. |    |                                                                                     |                                                    |                  |                        |
| 373 | 7  | "Born in the Dark" "Nascido na Escuridão" (BR)                                      | Shin'ichirō Ueda                                   | Masaki Hiramatsu | 22 de novembro de 2022 |
| Há mil anos, os Treze Esquadrões da Guarda Real originais consistiam em assassinos implacáveis e bárbaros sem propósito compartilhado. Eles participaram do massacre do Wandenreich. Yamamoto e Sasakibe derrotaram Yhwach. Depois disso, Yamamoto adotou uma filosofia pacífica e formou um sistema unificado para a Guarda Real. De volta ao presente, Yhwach sublimou o corpo de Yamamoto, sem deixar rastros sequer. Ichigo consegue enfim se libertar da armadilha de Quilge e Byakuya pede que ele proteja a Sociedade das Almas. Kurosaki troca golpes contra a espada de energia espiritual usada por Yhwach, e se utiliza de sua técnica, Getsuga Tenshō, mas é rapidamente derrotado. Yhwach tenta esfaquear o pescoço de Ichigo, mas sofre uma contestação inesperada: uma técnica Quincy defensiva, denominada Blut Vene. Yhwach revela que a mãe de Ichigo era uma Quincy, o que define que parte de sua ascendência é Quincy, e isso permitiu Ichigo partir da jaula de Quinge e inconscientemente rejeitar o ataque de Yhwach. Sombras aparecem para transportar os Quincies de volta a Silbern, e Yhwach se dá conta de que Aizen usou nele sua Shikai, que o fez perder a noção do tempo. Ichigo tenta se aproximar e impedir Yhwach de sair da Sociedade das Almas, mas sua Zanpakutō é destruída por Jugram em um único golpe. Yhwach se despede de Ichigo e diz que voltará por ele. |    |                                                                                     |                                                    |                  |                        |
| 374 | 8  | "The Shooting Star Project (Zero Mix)" "O Projeto Estrela Cadente (Mix Zero)" (BR)  | Young Hoon Jung                                    | Masaki Hiramatsu | 29 de novembro de 2022 |
| Depois da invasão, Rukia e Renji são tratados pela quarta divisão juntamente com os Deuses da Morte sobreviventes, enquanto Byakuya consegue sobreviver por pouco. Mayuri diz a Ichigo que já que sua Zanpakutō foi destruída na forma Bankai, ela não pode ser consertada. Os capitães estão enlutados por Yamamoto, enquanto Byakuya e Zaraki seguem em estado crítico e talvez nunca acordem. Ichigo e os capitães se encontram com o Esquadrão Zero, composto de cinco capitães de nível elite, que protegem o Rei das Almas no Palácio Real. Ichigo e os capitães se comunicam com Urahara, Inoue e Sado, que foram salvos de Quilge por um Grimmjow Jaegerjaquez escondido. Kūkaku Shiba envia Ichigo, Byakuya, Renji, Rukia e o Esquadrão Zero para o Palácio Real, acima do Seireitei, onde a Zangetsu poderia ser forjada novamente. Kūkaku, que os enviou para o Palácio Real, se junta com seu irmão Ganju, Kūgo Ginjō, Shūkurō Tsukishima e Giriko Kutsuzawa, que agora residem na Sociedade das Almas por terem sido derrotados por uma Zanpakutō. No Palácio Real, Ichigo, Rukia, Renji e Byakuya estão sendo curados por Tenjirō Kirinji, membro do Esquadrão Zero que ensinou a Unohana técnicas de cura. O Rei das Almas é visto despertando. |    |                                                                                     |                                                    |                  |                        |
| 375 | 9  | "The Drop" "A Gota" (BR)                                                            | Kaito Asakura                                      | Masaki Hiramatsu | 6 de dezembro de 2022  |
| Ichigo e Renji são completamente curados pelo capitão Kirinji e partem para o palácio da capitã Kirio Hikifune, onde são rapidamente alimentados de variados pratos antigos da Sociedade das Almas preenchidos com pressão espiritual poderosa, antes de serem enviados ao palácio do capitão Ōetsu Nimaiya, criador de todas as Zanpakutō. Enquanto isso, o capitão Kyōraku é designado o novo chefe dos capitães e seleciona a tenente Nanao Ise para se juntar a ele como uma capitã na então primeira divisão, enquanto também promove o terceiro escalão de Yamamoto, Genshiro Okikiba, para tenente. Ele decreta que o capitão Zaraki, em recuperação, seja ensinado de Zanjutsu - um estilo compreensivo de esgrima da capitã Unohana, da quarta divisão. Unohana é revelada como sendo a criminosa mais conhecida da história da Sociedade das Almas e fundadora da décima primeira divisão, além de primeira Kenpachi. Seu nome completo é Yachiru Unohana. Ela e Zaraki começam seu duelo na prisão infinita do subsolo, Muken. Zaraki se lembra de como ele costumava admirar Unohana, desde seu primeiro encontro, quando ele pôs nela uma cicatriz no peito. Ela declara que Zaraki se tornou muito mais fraco desde então, que o estimulará até a beira da morte e que o reviverá repetidamente, para liberar seu potencial total. |    |                                                                                     |                                                    |                  |                        |
| 376 | 10 | "The Battle" "A Batalha" (BR)                                                       | Hikaru Murata                                      | Masaki Hiramatsu | 13 de dezembro de 2022 |
| Há milhares de anos, a capitã Unohana se entediou de aniquilar bandidos na esperança de encontrar um oponente valoroso, até que uma criança violenta, Zaraki, a atacou. Unohana é sobrepujada, e então Zaraki inconscientemente começa a deter a si mesmo, o que termina em sua derrota. No tempo presente, Unohana mata e revive Zaraki centenas de vezes, já que ele se torna mais poderoso a cada vez que ressurge. Ela libera sua Bankai, Minazuki, que a permite estender sua lâmina com cortes ácidos que parecem sangue. Zaraki se tornou poderoso o suficiente para superá-la e matá-la. Enquanto ele lamenta a morte de Unohana, ele finalmente fala com a sua Zanpakutō e cria laços com ela. Nesse meio tempo, Ichigo, Renji e Kon chegam no palácio do capitão Nimaiya, Hoohden, onde encontram incontáveis espíritos de Zanpakutō e o próprio excêntrico capitão. Ele os ensina sobre o básico de como Deuses da Morte recebem Zanpakutō em sua forma básica, chamada Asauchi, a qual se torna uma Zanpakutō personalizada conforme interage com a pressão espiritual de quem a usa. Nimaiya joga os dois em um buraco lotado de Asauchi, e os deixa lá por três dias para enfrentá-las. Renji sai vitorioso, com uma Asauchi tendo o escolhido, mas Ichigo é reprovado; sem hesitações, Nimaiya o teleporta de volta ao mundo humano, bem na frente da clínica Kurosaki, citando que ele precisa voltar pra casa, por não ter passado por treinamento de Asauchi tradicional. |    |                                                                                     |                                                    |                  |                        |
| 377 | 11 | "Everything But the Rain" "Tudo Menos a Chuva" (BR)                                 | Hikaru Murata, Yūsaku Kikuchi                      | Masaki Hiramatsu | 20 de dezembro de 2022 |
| Nimaiya diz a Renji que ele criou todas as Zanpakutō por todos os últimos milhares de anos, incluindo a de Zaraki, a qual ele roubou de um cadáver de Deus da Morte, adicionando ainda que a de Ichigo não era uma Asauchi feita por ele. Por causa disso, o treinamento nunca funcionaria nele. Ichigo foge da clínica, indo diretamente à loja de Ikumi Unagiya. Ela conforta Ichigo, antes que Isshin Kurosaki chegue em sua roupa de Deus da Morte para levar Ichigo com ele - embora Ichigo acabe deixando o seu emblema cair e ficar para trás. Isshin, finalmente pronto para falar com seu filho, começa a contar a história de sua família. Há mais ou menos vinte anos, quando Isshin Kiba ainda era o capitão da décima divisão, ocorreu uma série de assassinatos de Deuses da Morte na cidade de Naraki. Isshin foi investigar a causa, e a descobriu: um Hollow branco, vestido numa armadura negra. Em outro lugar, uma jovem Masaki Kurosaki, uma nobre Echt Quincy que foi adotada pela família de Sōken Ishida após a morte da sua própria, sentiu a pressão espiritual lançada pelo Hollow e Isshin, e foi na direção dele para ajudar, apesar de Ryūken Ishida e a empregada doméstica da família Gemischt Quincy de classificação inferior, Kanae Katagiri, tentarem dissuadi-la da ideia. Enquanto lutava com o Hollow, Isshin tentou usar sua Bankai, mas foi atacado por trás pelos criadores desse Hollow obtido de um Deus da Morte morto: Aizen, Gin Ichimaru e Kaname Tōsen [en]. Masaki chegou e salvou Isshin, enquanto Aizen deteve Tōsen de matá-la por achá-la intrigante. Masaki se utilizou como isca para atrair o Hollow e matá-lo com apenas um golpe, enquanto também absorvia sua pressão espiritual para dentro de si após Isshin salvá-la de se destruir. Masaki curou as feridas de Isshin, enquanto se revelava como uma Quincy. Inicialmente temendo sua reação, ela ficou contente quando Isshin declarou gentilmente que estava feliz de conhecer uma Quincy viva. Ryūken e Kanae, vendo que ela encontrou segurança, decidiram deixá-la seguir em frente e partiram de lá juntos. De volta ao momento presente, Jugram encontra Uryū. |    |                                                                                     |                                                    |                  |                        |
| 378 | 12 | "Everything But the Rain: June Truth" "Tudo Menos a Chuva: A Verdade de Junho" (BR) | Young Hoon Jung                                    | Masaki Hiramatsu | 27 de dezembro de 2022 |
| Continuando sua história para Ichigo, Isshin reportou ao chefe Yamamoto o sucesso da sua missão, mas deixou Masaki de fora desse relatório. A partir do ataque do Hollow branco, Masaki começou a se sentir mal e afundando na escuridão pela alma de Hollow que se mesclou a ela. Enquanto era criticada pela mãe de Ryūken por ajudar um Deus da Morte, Masaki passa mal e um buraco de Hollow aparece em seu peito. Ryūken a leva procurando por ajuda, chegando a Isshin e culpando este pela condição de Masaki. Urahara, que se encontrou rapidamente com Masaki antes, apareceu então na desavença e disse conhecer uma forma de ajudá-la, descoberta durante os últimos cem anos de exílio, enquanto tentava curar os Vaizards. Em função de ela ser uma Echt Quincy extremamente poderosa mesclada a um Hollow, a cura seria diferente daquela do caso em que um Deus da Morte se mescla a um Hollow. Para balancear sua alma com a do Hollow presente nela, a totalidade do poder de um Deus da Morte seria necessária para combatê-lo durante toda a sua vida, já que um Quincy não tem resistência contra almas de Hollows. Isshin prontamente se voluntariou e Urahara deu a ele um corpo substituto especial, que pode conter uma alma de Deus da Morte completamente e transformá-la em humano. Depois disso, os dois se uniram e se apaixonaram, enquanto Ryūken casou com Katagiri. Isshin então diz a Ichigo que a razão pela qual sua mãe morreu ao enfrentar Grand Fisher, e a razão pela qual Katagiri morreu de sua doença, foi porque de acordo com textos antigos dos Quincies, Yhwach tomou os poderes de muitos dos seus súditos para obter o seu próprio poder há nove anos, dizendo que não eram dignos. Antes de partir novamente, Ichigo recebeu seu emblema de volta de Ikumi. Ryūken encontra provas de Uryū se encontrando com os Stern Ritters. |    |                                                                                     |                                                    |                  |                        |
| 379 | 13 | "The Blade Is Me" "A Lâmina Sou Eu" (BR)                                            | Tomohisa Taguchi, Mitsutoshi Sato, Yoshinori Odaka | Masaki Hiramatsu | 27 de dezembro de 2022 |
| Uma guarda-costas de Zanpakutō de Nimaiya imediatamente resgata Ichigo e o põe com as incontáveis Asauchi novamente, para lutar com elas até que uma o escolha. No entanto, todas as Asauchi se ajoelham em reverência a Ichigo enquanto ele escolhe uma Asauchi branca - o Hollow "Branco" dentro dele. Na Sociedade das Almas, os capitães e tenentes começam seu treinamento. O capitão Hitsugaya volta ao treinamento básico de Deus da Morte para desenvolver suas habilidades de técnica de espadas. O capitão da nona divisão, Kensei Muguruma, leva seu tenente Hisagi para enfrentar sua outra tenente não-oficial, Mashiro Kuna, em sua forma Hollow, para Shuhei despertar sua forma Bankai. Akon volta à divisão de pesquisa e desenvolvimento após seus ferimentos serem tratados e descobre que o capitão Mayuri e a tenente Nemu [en] se trancaram no laboratório por mais de 24 horas, num processo de criação de algo desconhecido, e continuam nele. O capitão Komamura volta à sede do seu clã e tenta convencer o ancião a ensiná-lo uma técnica secreta, enquanto a capitã Soi-Fon treina seu corpo nas montanhas. Enquanto isso, os guarda-costas de Nimaiya preparam a forja e ele começa a reconstruir a Zanpakutō de Ichigo. Ao mesmo tempo, Nimaiya explica que o velho Zangetsu não é a sua Zanpakutō, mas sim o Hollow "Branco" desde o início. Zangetsu era, na verdade, a fonte de poder latente Quincy de Ichigo tomando a forma de um Yhwach de mil anos atrás. Ichigo conversa novamente com Zangetsu, o qual diz ter muito orgulho do homem que ele se tornou desde que escolheu ser um Deus da Morte, apesar de ele reduzir o poder de Ichigo ao mínimo. Zangetsu se despede e libera a Ichigo seus verdadeiros poderes tanto de Deus da Morte quanto de Quincy, formando sua verdadeira Zanpakutō de lâmina dupla, de formato similar à dos capitães Jūshirō Ukitake [en] da terceira divisão e Kyōraku, agora chefe dos capitães. Em Silbern, Yhwach se encontra com Haschwalth, que trouxe com ele Uryū, vestido em traje Stern Ritter. |    |                                                                                     |                                                    |                  |                        |

## Lançamento doméstico

### Japonês
| Volume | Volume | discos | Episódios | Data de lançamento  | Ref.   |
| ------ | ------ | ------ | --------- | ------------------- | ------ |
|        | I      | 2      | 1 – 13    | 26 de abril de 2023 | [ 17 ] |